# Volkswagen Corrado
Volkswagen Corrado (type 53i) var en sportscoupé fra Volkswagen, fremstillet mellem efteråret 1988 og midten af 1995. Det tyske Kraftfahrt-Bundesamt placerede bilen i den store mellemklasse.

## Generelt
I maj 1981 startede Volkswagen under Entwicklungsauftrag (EA; dansk "udviklingsprojekt") 494 arbejderne med en efterfølger for den dengang nyligt introducerede Scirocco II. Den tekniske basis for den som efterfølger for Scirocco planlagte model var Golf II, hvor Scirocco II fortsat var baseret på Golf I.
Scirocco III (senere kaldet Corrado) skulle som teknologisk imagebærer have gået i serieproduktion i 1986 som 1987-model til en lavere pris end Scirocco II. Dog blev bilen for dyr til at være direkte efterfølger. Derudover kunne motorprogrammet heller ikke sammenlignes med Sciroccoens. Dette blev i december 1984 ændret med formlen "Scirocco 3 plus Scirocco 2 fortsættelse". Scirocco III hhv. Corrado skulle markedspositioneres som teknologibærer og dyr sportscoupé.
Planlagt var ud over introduktionen af den nye model også fortsat at bygge Scirocco II frem til mindst 1988 og udvikle en efterfølger for den billige sportscoupé på basis af Polo-platformen. Da man ikke skønnede at en billig coupé under Corrado vil blive en succes, forblev Scirocco i produktion fire år længere end planlagt. Med den højere positionering af Corrado som sportsvogn og de frem til september 1991 faldende salgstal for Scirocco II, blev produktionen af Scirocco II indstillet i september 1992.
Fra marts 1986 fik EA 494 i Volkswagens tradition for navne på vinde (Passat, Scirocco osv.) projektnavnet "Taifun". Da navnet Taifun var relateret til ødelæggelse, ombestemte man sig til "Corrado". Betegnelsen Corrado kom fra det spanske ord correr (dansk: "løbe").
Bemærkelsesværdigt ved Corrados introduktion i efteråret 1988 var hækspoileren, som på den europæiske version ved 120 km/t (på USA-modellen ved 75 km/t) automatisk kørte ud og fra 20 km/t kørte ind igen (kunne få måneder senere genfindes på Porsche 964), og som skulle reducere belastningen på bagakslen med op til 64%, samt G-laderen som den dengang eneste tilgængelige version Corrado G60 var udstyret med, samt det for daværende forhold omfangsrige standardudstyr: ABS-bremser, servostyring, højdejusterbare sportssæder, tågeforlygter, grøntfarvet varmedæmpende vinduesglas og (i bilens farve lakerede) elektrisk justerbare og opvarmelige sidespejle.
Samlet set var Corrado i sin knap syv år lange byggeperiode en teknisk blanding af Golf II/III og Passat B3/B4. Produktionen blev indstillet i juni 1995.

### Facelift
Efter industriferien i august 1991 blev der præsenteret versioner med 16V- og VR6-motorer. Samtidig fik Corrado en del modifikationer:
For at kunne indbygge den større VR6-motor var det nødvendigt at nykonstruere den forreste tværbærer og ændre motorhjelmen. Modellen fik bredere forskærme, bredere frontskørter med mere moderne kølergrill, en let modificeret bagkofanger, en ny tågeforlygte- og forblinklysenhed samt nye forlygter.
Yderligere kendetegn for den faceliftede Corrado:
- Tank forstørret fra 55 til 70 liter
- Bagagerum formindsket fra 300 til 235 liter
- Nye indtræksfarver
- EDS standardudstyr på VR6-modellen

Efter industriferien i august 1992 fik Corrado nyt interiør.
Ændringerne omfattede blandt andet:
- Nydesignet midterkonsol
- Elrudekontakter flyttet til dørlommerne over højttalerne fra dørbeklædningen
- Dørbeklædning modificeret
- Spejljusteringskontakt placeret i nyudformet dørarmlæn mod før midt i dørbeklædningen
- Varme og ventilation med dreje- i stedet for skydegreb
- Vippekontakter erstattet med trykkontakter
- Ventilationsdyser i instrumentbrættet rundere
- Kombiinstrument med ny skrifttype, røde visere og indpræget "Corrado"-skrifttræk i omdrejningstælleren
- Delt bagsæde kun standardudstyr på VR6-modellen

Med introduktionen af 2.0 8V i april 1993 udgik G60 af produktion, og i juli 1994 også 16V.
Fra august 1994 kunne Corrado som ekstraudstyr leveres med airbags til fører og forsædepassager, herved bortfaldt handskerummet.

## Modelvarianter
Corrado
Corrado, specialmodeller
- E 4 D læder

Bygget 1990−1991 i 1.846 eksemplarer.
- E 3 V flockdiagonal (dellæder)

Bygget 1990−1991 i 1.734 eksemplarer.
- E 4 E flockdiagonal (komplet stof)

Bygget 1990−1991 i 676 eksemplarer.
- E 3 Q Jet

Bygget 1991−1992 i 1.419 eksemplarer.
- E 0 L Exclusiv 93

Bygget 1992−1993 i 1.338 eksemplarer.
- E 8 R Edition

Bygget 1995 i 505 eksemplarer.
- Corrado G60 (1988–1993)
- Corrado VR6 "Storm"
- Hellæder-Recaro-sæder i Corrado VR6
- Corrado 16V med BBS-fælge

## Tekniske data
|                                                | 2.0                             | 16V                             | 16V                  | G60                             | VR6                             |
| Byggeperiode                                   | 4/1993−6/1995                   | 8/1991−7/1994                   | 4/1989−7/1992        | 9/1988−7/1993                   | 8/1991−6/1995                   |
| Motordata                                      |                                 |                                 |                      |                                 |                                 |
| Motorkendebogstaver                            | 2E, ADY                         | 9A                              | KR                   | PG                              | ABV                             |
| Motortype                                      | R4-benzinmotor                  | R4-benzinmotor                  | R4-benzinmotor       | R4-benzinmotor                  | VR6-benzinmotor                 |
| Antal ventiler pr. cylinder                    | 2                               | 4                               | 4                    | 2                               | 2                               |
| Ventilstyring                                  | OHC, tandrem                    | DOHC, tandrem                   | DOHC, tandrem        | OHC, tandrem                    | 2 × OHC, kæde                   |
| Fødesystem                                     | Multipoint                      | Multipoint                      | Multipoint           | Multipoint                      | Multipoint                      |
| Trykladning                                    | –                               | –                               | –                    | G-lader, ladeluftkøler          | –                               |
| Køling                                         | Vandkøling                      | Vandkøling                      | Vandkøling           | Vandkøling                      | Vandkøling                      |
| Boring × slaglængde                            | 82,5 × 92,8 mm                  | 82,5 × 92,8 mm                  | 81,0 × 86,4 mm       | 81,0 × 86,4 mm                  | 82,0 × 90,3 mm                  |
| Slagvolume                                     | 1984 cm³                        | 1984 cm³                        | 1781 cm³             | 1781 cm³                        | 2861 cm³                        |
| Kompressionsforhold                            | 10,4:1                          | 10,8:1                          | 10,0:1               | 8,0:1                           | 10,0:1                          |
| Maks. effekt ved omdr./min.                    | 85 kW (115 hk) 5400             | 100 kW (136 hk) 5800            | 100 kW (136 hk) 6300 | 118 kW (160 hk) 5600            | 140 kW (190 hk) 5800            |
| Maks. drejningsmoment ved omdr./min.           | 166 Nm 3200                     | 180 Nm 4400                     | 162 Nm 4800          | 225 Nm 3800                     | 245 Nm 4200                     |
| Kraftoverførsel                                |                                 |                                 |                      |                                 |                                 |
| Drivende hjul                                  | Forhjul                         | Forhjul                         | Forhjul              | Forhjul                         | Forhjul                         |
| Gearkasse (standardudstyr)                     | 5-trins manuel                  | 5-trins manuel                  | 5-trins manuel       | 5-trins manuel                  | 5-trins manuel                  |
| Gearkasse (ekstraudstyr)                       | 4-trins automatisk              | 4-trins automatisk              | 4-trins automatisk   | 4-trins automatisk              | 4-trins automatisk              |
| Præstationer1                                  |                                 |                                 |                      |                                 |                                 |
| Topfart                                        | 200 km/t (196 km/t)             | 210 km/t (208 km/t)             | 212 km/t             | 225 km/t (222 km/t)             | 235 km/t (232 km/t)             |
| Acceleration 0-100 km/t                        | 10,6 sek. (11,5 sek.)           | 9,3 sek. (9,9 sek.)             | 9,1 sek.             | 8,5 sek. (9,1 sek.)             | 6,9 sek. (7,7 sek.)             |
| Brændstofforbrug pr. 100 km ved blandet kørsel | 7,2 liter (8,0 liter) Blyfri 95 | 7,6 liter (8,1 liter) Blyfri 95 |                      | 8,4 liter (8,7 liter) Blyfri 95 | 8,8 liter (9,4 liter) Blyfri 98 |

Alle motorerne er E10-kompatible.

## Statistik

### Produktionstal
- Af Corrado blev der på syv år fremstillet 97.521 eksemplarer.
- I oktober 1988 forlod den første Corrado samlebåndet hos Karmann i Osnabrück.
- Den 16. juni 1995 blev produktionen indstillet.

### Salg efter region
- Tyskland: 44.025
- Europa: 29.030
- USA: 19.814
- Canada: 2.817
- Andre: 1.835